# Bock
Bock (sau bok (germană: [bɔk] ⓘ)) este o bere tare din Germania⁠(d), de fermentație inferioară, de obicei o bere lager închisă la culoare. Există mai multe substiluri, printre care:
- Doppelbock (Double Bock), o versiune mai tare, fabricată dintr-o cantitate mare de malț
- Eisbock (Ice Bock), o versiune mult mai tare realizată prin înghețarea parțială a berii și îndepărtarea gheții care se formează⁠(d)
- Maibock (May Bock), o versiune mai palidă, cu mai mult hamei, destinată în general a fi consumată la festivalurile de primăvară. Datorită culorii sale mai deschise, este denumită și Heller Bock (cuvântul german hell înseamnă „luminos”, „deschis la culoare”).
- Weizenbock (Wheat Bock), o bere din grâu preparată cu o proporție substanțială de grâu (40%–60%)

## Istoric
Stilul de bere cunoscut acum sub numele de Bock are o istorie îndelungată și a fost preparat pentru prima dată în secolul al XIV-lea în orașul hanseatic Einbeck din Saxonia Inferioară.
Acest stil de fabricare a berii a fost adoptat ulterior în Bavaria de producătorii de bere din München în secolul al XVII-lea. Datorită accentului lor bavarez, cetățenii orașului München au pronunțat cuvântul „Einbeck” drept „ein Bock” („o capră”) și astfel berea a devenit cunoscută sub numele de „Bock”. Pe etichetele sticlelor apare adesea o capră.
Berea bock este asociată în mod tradițional cu evenimentele speciale, ca de exemplu festivalurile religioase, cum ar fi Crăciunul, Paștele sau Postul Mare (Lentenbock). A fost preparată și consumată de multă vreme de călugării bavarezi, care au folosit-o adesea ca sursă de nutriție în timpul postului.

## Stiluri

### Tradițional
Bock-ul tradițional este un lager dulceag, relativ puternic (o concentrație alcoolică de 6,3–7,6%), cu o cantitate mică de hamei, care înregistrează un indice de amăreală cuprins între 20 și 30 unități IBU⁠(d). Berea are un aspect limpede, cu o culoare care variază de la arămiu deschis până la maroniu și o spumă⁠(d) albă, persistentă și bogată. Aroma berii este de malț prăjit, cu urme ușoare de alcool, dar nefructată și fără detectarea prezenței hameiului⁠(d). Senzația în gură⁠(d) este fină, neastringentă⁠(d), cu o carbonatare⁠(d) cuprinsă între un nivel scăzut și un nivel moderat. Gustul este bogat, uneori cu nuanțe ușoare de caramel. Prezența scăzută (aproape nedetectabilă) a hameiului oferă suficientă amărăciune, astfel încât gustul dulceag să nu fie stânjenitor și să se neutralizeze ulterior.
Următoarele produse comerciale (în mare parte americane) sunt reprezentative pentru acest stil: Christmas Bock de la Gunpowder Falls Brewing Company, Point Bock de la Stevens Point Brewery, Ur-Bock Dunkel de la Einbecker⁠(d), St. Nick Bock de la Pennsylvania Brewing⁠(d), Bock de la Aass⁠(d), Rockefeller Bock de la Great Lakes⁠(d), Brewhouse Bock de la Stegmaier⁠(d) și Nashville Bock de la Nashville Brewing Company⁠(d).

### Maibock
Stilul Maibock – cunoscut sub numele de Heller Bock sau Lente Bock în Țările de Jos – este un pale lager⁠(d) tare, de culoare mai deschisă și preparat cu o cantitate mai mare de hamei.
Culoarea poate varia de la auriu intens până la chihlimbariu deschis, cu o spumă albă persistentă, cremoasă și cu o carbonatare cuprinsă între un nivel moderat și un nivel ridicat, în timp ce concentrația alcoolică variază de la 6,3% la 8,1%. Aroma berii Maibock este de obicei mai puțin malțoasă decât a unui bock tradițional și poate fi mai seacă și mai amară, cu urme detectabile, dar relativ scăzute, de hamei, o nuanță ușor picantă sau piperată provenită din hamei, o carbonatare crescută și senzație de alcool.

### Doppelbock
Doppelbock sau Double Bock este o versiune mai puternică a bock-ului tradițional, care a fost preparată pentru prima dată la München de către călugării Ordinului Minimilor, un ordin franciscan fondat de Sfântul Francisc de Paola.
În trecut, berea Doppelbock era dulceagă și avea un conținut ridicat de alcool. O istorie locală menționează că ea a fost servită drept „pâine lichidă” pentru călugări în perioadele de post, atunci când mâncarea solidă nu era permisă. Cu toate acestea, istoricul Mark Dredge susține în cartea A Brief History of Lager că această istorie este un mit și că monahii au produs bere Doppelbock pe tot parcursul anului pentru a suplimenta dieta vegetariană a ordinului lor.
Concentrația alcoolică actuală a berii Doppelbock variază de la 7% la 12% sau chiar mai mult. Berea are un aspect limpede, cu o culoare cuprinsă între auriu închis (la varianta mai palidă) și maroniu închis cu străluciri rubinii (la varianta mai brună), precum și o spumă mare, cremoasă și persistentă (deși persistența spumei poate fi afectată de alcool la variantele mai tari). Aroma berii este de malț ușor prăjit, cu senzații posibile de prezență a alcoolului; versiunile mai închise pot avea o aromă fructată sau asemănătoare ciocolatei. Gustul este foarte bogat și malțos, cu o tărie alcoolică vizibilă și cu urme puține sau nedetectabile de hamei (16–26 IBU).
Versiunile mai palide pot avea o senzație mai seacă. Călugării care au fabricat inițial bere Doppelbock au numit-o „Salvator” (cuvânt care înseamnă „Mântuitor”, dar care este de fapt un malapropism pentru „Sankt Vater”, adică „Sf. Părinte”, deoarece era fabricată inițial pentru sărbătoarea Sfântului Francisc de Paola (2 aprilie), care cade adesea în Postul Mare), iar această denumire este astăzi o marcă înregistrată a companiei Paulaner⁠(d).
Berarii actuali care produc beri Doppelbock adaugă adesea sufixul „-ator” la numele berii lor ca un indicator al stilului; există 200 de nume de beri Doppelbock cu sufixul „-ator” înregistrate la Oficiul german de brevete.
Următoarele produse sunt exemple reprezentative ale acestui stil: Salvator de la Paulaner⁠(d), Celebrator de la Ayinger⁠(d), Korbinian de la Weihenstephaner⁠(d), Doppelbock Dunkel de la Andechser⁠(d), Optimator de la Spaten⁠(d), Maximator de la Augustiner Brau⁠(d), Bajuvator de la Tucher, Asam-Bock de la Weltenburger Kloster, Autumnal Fire de la Capital⁠(d), EKU 28, Urbock 23º de la Eggenberg⁠(d), Consecrator de la Bell's⁠(d), La Rossa de la Moretti, Double Bock de la Samuel Adams⁠(d), Tröegenator Double Bock de la Tröegs⁠(d), Devastator de la Wasatch Brewery, Doppelrock de la Great Lakes⁠(d), Andygator de la Abita⁠(d), Predator de la Wolverine State Brewing Company, Burlynator de la Burly Brewing, Doppel Bock de la Monteith și Emancipator Doppelbock de la Christian Moerlein.

### Eisbock

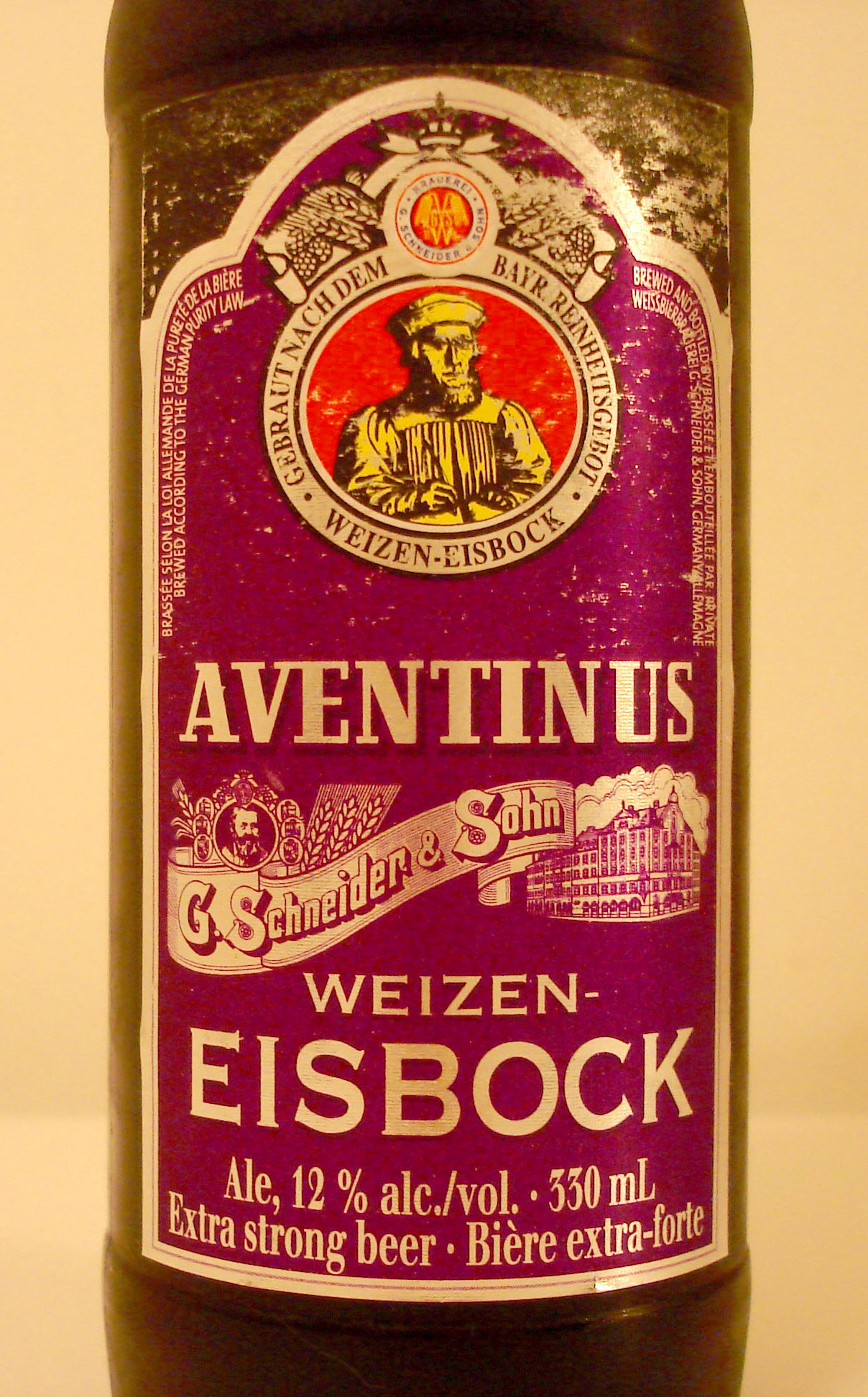
Bere Eisbock, obținută prin din butoaiele parțial congelate de bere pentru a produce o băutură cu un conținut mai mare de alcool

Eisbock este o bere clasică tradițională din districtul Kulmbach al Bavariei, produsă prin congelarea parțială⁠(d) a unei beri Doppelbock și îndepărtarea gheții pentru a concentra aroma și concentrația alcoolică, care variază între 8,6% și 14,3%.
Are un aspect limpede și o culoare care variază de la arămiu intens la maroniu închis, adesea cu nuanțe rubinii. Deși se poate turna cu o spumă subțire aproape albă, persistența spumei este frecvent afectată de conținutul mai mare de alcool. Aroma este intensă, fără urme detectabile de hamei, dar poate conține nuanțe fructate, în special de prune, stafide și prune uscate. Senzația în gură este fină și abundentă, cu urme puternic detectabile de alcool. Gustul este bogat și dulceag, adesea cu nuanțe de malț prăjit și uneori cu nuanțe de ciocolată, echilibrate întotdeauna de o prezență semnificativă a alcoolului.
Următoarele produse sunt exemple reprezentative ale acestui stil: „Warning Sign” de la Colorado Team Brew, Eisbock de la Kulmbacher Reichelbräu, Eggenberg⁠(d), Aventinus Eisbock de la Schneider⁠(d), Dunkel Eisbock de la Urbock, Ice Bock 17% de la Franconia Brewing Company⁠(d).
Cea mai tare bere Eisbock, Strength in Numbers, a fost fabricată în anul 2020 în urma cooperării între compania Schorschbrau din Germania și compania BrewDog⁠(d) din Scoția, care concuraseră între ele în primii ani ai secolului al XXI-lea pentru a produce berea cea mai tare din lume. Strength in Numbers a fost creată prin distilare tradițională cu gheață, ajungând să aibă o concentrație alcoolică de 57,8%.

### Weizenbock
Weizenbock este un stil de bere care înlocuiește o parte din orzul folosit la prepararea malțului cu grâul (într-o proporție cuprinsă între 40 și 60%). A fost produs pentru prima dată în Bavaria în anul 1907 de compania G. Schneider & Sohn⁠(d) și a fost numit Aventinus după istoricul bavarez Johannes Aventinus⁠(d), care a trăit în secolul al XVI-lea. Acest stil de producere a berii combină malțurile din München, mai închise la culoare, și drojdia de bere din grâu cu o fermentație superioară, producând o bere de tăria unui Doppelbock.